# Krásná mimozemšťanka
Krásná mimozemšťanka (v anglickém originále My Stepmother Is an Alien) je americká filmová romantická sci-fi komedie z roku 1988 režiséra Richarda Benjamina. Scénář napsali Jerico (Jericho Stone), Herschel Weingrod, Timothy Harris a Jonathan Reynolds. V hlavních rolích se představili Dan Aykroyd, Kim Basinger, Jon Lovitz, Joseph Maher, Seth Green, Ann Prentiss a Alyson Hannigan. Film popisuje příběh mimozemské ženy Celeste, která je vyslána na tajnou misi na Zemi. Gravitaci její planety totiž nechtěně na dálku narušil pozemský vědec Steven Mills, který jako vdovec sám vychovává svou dceru Jessie.
Původní příběh napsal scenárista Jericho Stone jako drama, alegorii na zneužívání dětí, a nabídl ho v roce 1981 studiu Paramount Pictures. Jeho představitelé ale byli přesvědčeni, že film by lépe fungoval jako komedie. V průběhu 80. let byl scénář filmu několikrát přepsán a vystřídal několik filmových studií. Nakonec se ho ujala malá a nově založená produkční společnost Weintraub Entertainment Group, která najala režiséra Richarda Benjamina. Natáčení filmu probíhalo od února do května 1988 v Kalifornii, rozpočet činil 19 milionů dolarů.
Do amerických kin byl snímek uveden 9. prosince 1988 společností Columbia Pictures. Celkové tržby dosáhly v USA a Kanadě 13,9 milionu dolarů, takže se jednalo o komerční propadák.